# 岩村歴史資料館
岩村歴史資料館（いわむられきししりょうかん）は、岐阜県恵那市にある資料展示施設である。
岩村城、岩村藩に関する資料、岩村の城下町に関する資料が保管・展示されている。

## 概要
- 旧・恵那郡岩村町により1972年（昭和47年）開館。 所蔵数は約300点。
- 岩村城の麓にあり、岩村藩藩主邸の跡地にある。岩村城本丸までは徒歩約20分。
- 隣接して「岩村民俗資料館」があり、民俗に関する資料が展示されている。建物は旧・恵那郡上矢作町木ノ実の古民家を移築したものである。
- 資料館の近辺（旧・岩村藩武家屋敷跡地）は城跡公園として整備され、太鼓櫓（復元）、下田歌子勉学所[1]、知新館[2]正門、菖蒲園[3]などがある。

## 主な展示物
- 岩村城平面図　（岐阜県重要文化財）　　明和3年（1766年）作
- 孔子画像軸　（岐阜県文化財）　　知新館が所有していたもの
- 佐藤一斎自賛画像軸　（岐阜県重要文化財）
- 松平乗寿着用具足　（岐阜県文化財）

## 所在地
- 岐阜県恵那市岩村町98

## 利用案内
- 開館時間　
  - 9：00～17：00　（4月～11月）
  - 9：30～16：00　（12月～3月）
- 休館日　毎週月曜日（月曜日が休日の場合は翌日）　祝日の翌日　12月28日～1月4日
- 入館料　大人300円（18歳以下無料）　民俗資料館と共通

## 交通アクセス
- 明知鉄道岩村駅下車、徒歩30分。